# Museo Herzl
El Museo Herzl (en hebreo: מוזיאון הרצל) es un museo de Jerusalén, que se ocupa de actividades y visión de Theodor Herzl. El museo está ubicado en la principal plaza de acceso al Monte Herzl.
Poco después de la muerte de Herzl, el Banco Anglo-Palestino adquirió unos 2.000 dunams (2,0 kilómetros cuadrados) en el centro-sur de Palestina, donde se encuentra el Bosque Hulda hoy, para una granja y un gran edificio que albergaría la gestión de la granja y a la vez un museo dedicado a Herzl. Sin embargo, el museo no fue creado y solo en 1960 se construyó en el Monte Herzl en Jerusalén. El museo incluye exposiciones sobre la vida de Herzl, incluyendo una reproducción de su estudio en Viena. En 2000 fue cerrado debido a la falta de mantenimiento, pero reabrió sus puertas en 2005, tras el centenario de la muerte de Herzl.